# Hurijski jezik
Hurijski ili huritski (hetitski: hurlili) uobičajeni je naziv za jezik Hurijaca, naroda koji je živio u sjevernoj Mezopotamiji između 230. pr. Kr. do oko 1000. pr. Kr.
Hurijski je bio jezik kraljevstva Mitani na sjeveru Mezopotamije i Sirije te jugu Armenske visoravni. Bio je pisan varijantom klinastog pisma. Broj nađenih tekstova je još uvijek relativno mali.
Jezik je srodan s urartskim jezikom.

## Primjer teksta
| hurijski | Untomān iyallēnīn tiwēna šūallamān šēniffuš katōšāššena ūriāššena, antillān ēmanāmḫa tānōšau |
| hrvatski | One stvari koje je moj brat zaista rekao da želi učiniti, ja sam učinio deseterostruko.      |

## Vanjske poveznice
- The Hurrian Language  Arhivirana inačica izvorne stranice od 19. veljače 2021. (Wayback Machine)
- Lengua Hurrita
- Trenutačno izdanje Ethnolguea: kôd xhu